# Belit Onay

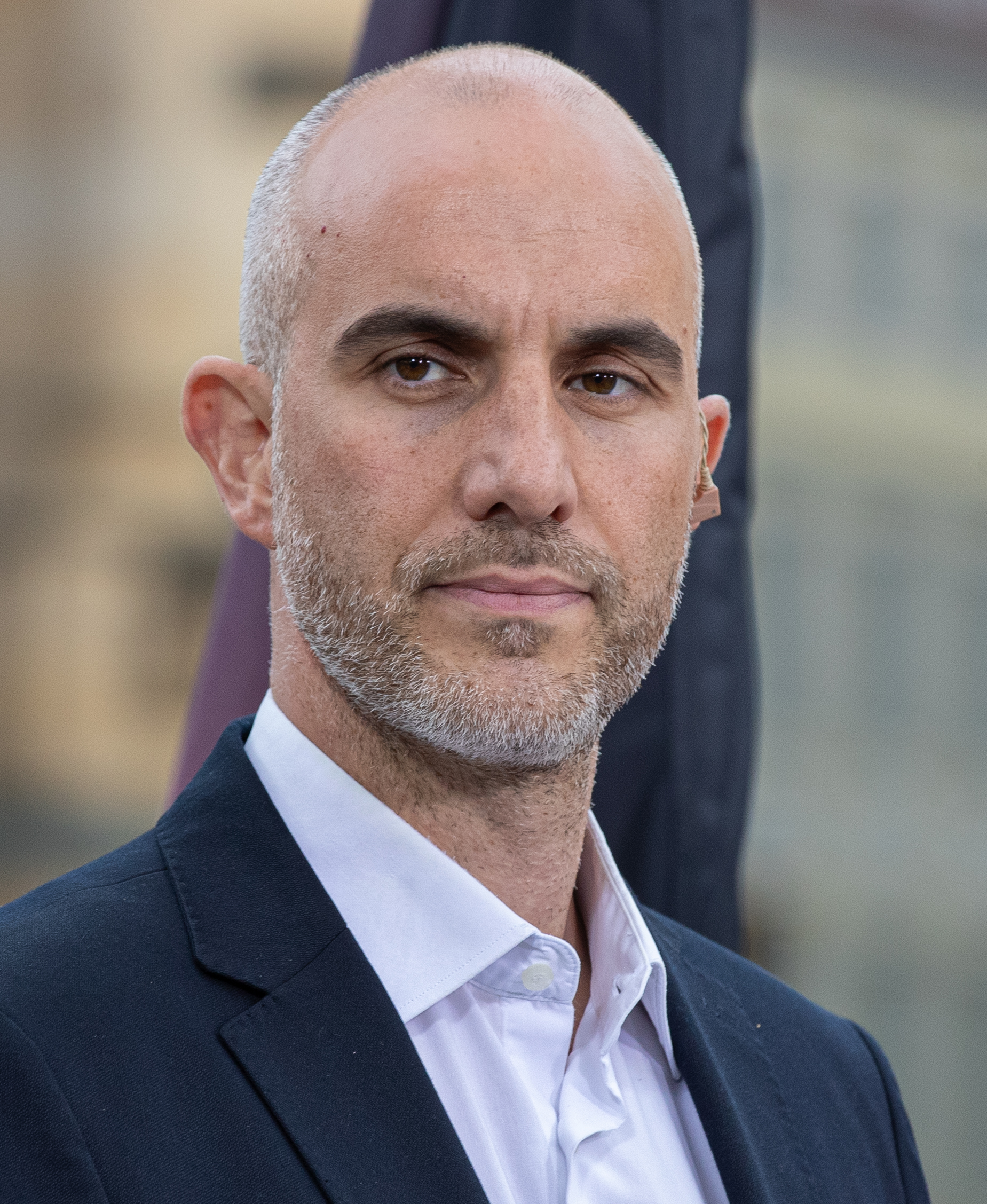
Belit Onay (2025)

Belit Nejat Onay (* 15. Januar 1981 in Goslar) ist ein deutscher Politiker von Bündnis 90/Die Grünen. Er ist seit 2019 Oberbürgermeister der niedersächsischen Landeshauptstadt Hannover.
Onay, der auch die türkische Staatsbürgerschaft besitzt, ist damit erster Landeshauptstadt-Oberbürgermeister mit Migrationshintergrund und der vierte grüne Oberbürgermeister in einer deutschen Großstadt. Von 2013 bis 2019 gehörte er dem Niedersächsischen Landtag an, nachdem er zuvor ab 2011 Mitglied (Ratsherr) im Rat der Stadt Hannover gewesen war.

## Ausbildung und Familie
Onay wurde 1981 in Goslar geboren. Seine Eltern waren in den 1970er Jahren als türkische Gastarbeiter aus Istanbul nach Deutschland gekommen und betrieben ein Restaurant. Er bezeichnet sich als „liberalen Muslim“. Politisiert wurde er durch den Mordanschlag von Solingen 1993, bei dem Rechtsextremisten in einem Wohnhaus Feuer legten und fünf türkischstämmige Menschen starben. Seine Eltern überlegten damals, Deutschland zu verlassen; er erkannte, dass es „eine Rolle spielt, wo Menschen herkommen und wie sie aussehen“. Nachdem er das Ratsgymnasium Goslar 2000 mit dem Abitur verlassen hatte, leistete er seinen Zivildienst auf der Intensivstation des Lehrkrankenhauses der Georg-August-Universität Göttingen in Goslar ab.
Anschließend studierte er von 2002 bis 2008 Rechtswissenschaften an der Leibniz Universität Hannover. Das Studium schloss er mit dem ersten juristischen Staatsexamen ab. 2009 begann Onay ein Promotionsvorhaben an der Juristischen Fakultät der Universität Bremen als Stipendiat der Heinrich-Böll-Stiftung. Onay ist verheiratet, Vater von zwei Kindern und lebt in Hannover.

## Politik

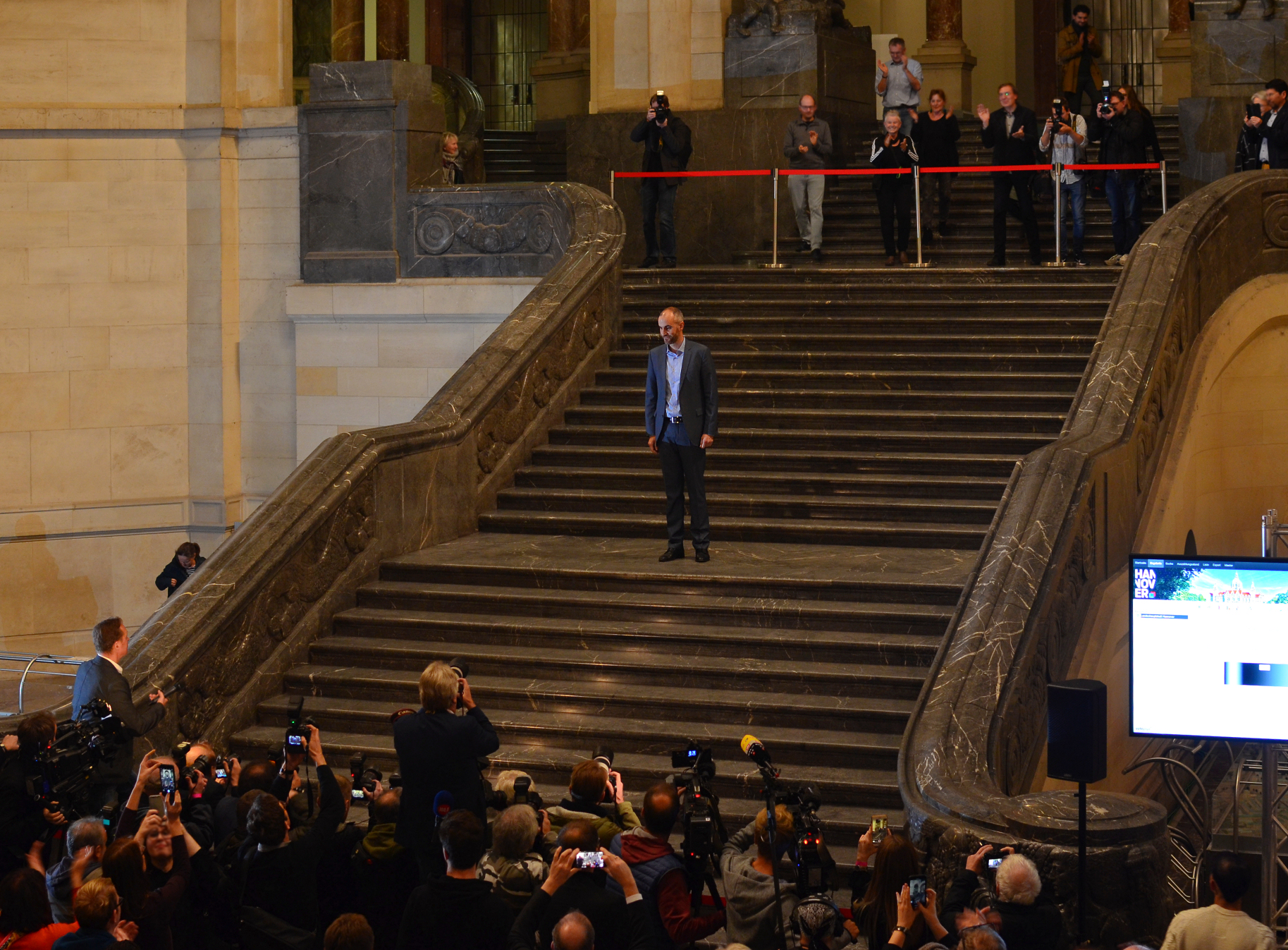
Belit Onay nach der Wahl zum Oberbürgermeister von Hannover im Neuen Rathaus 10. November 2019

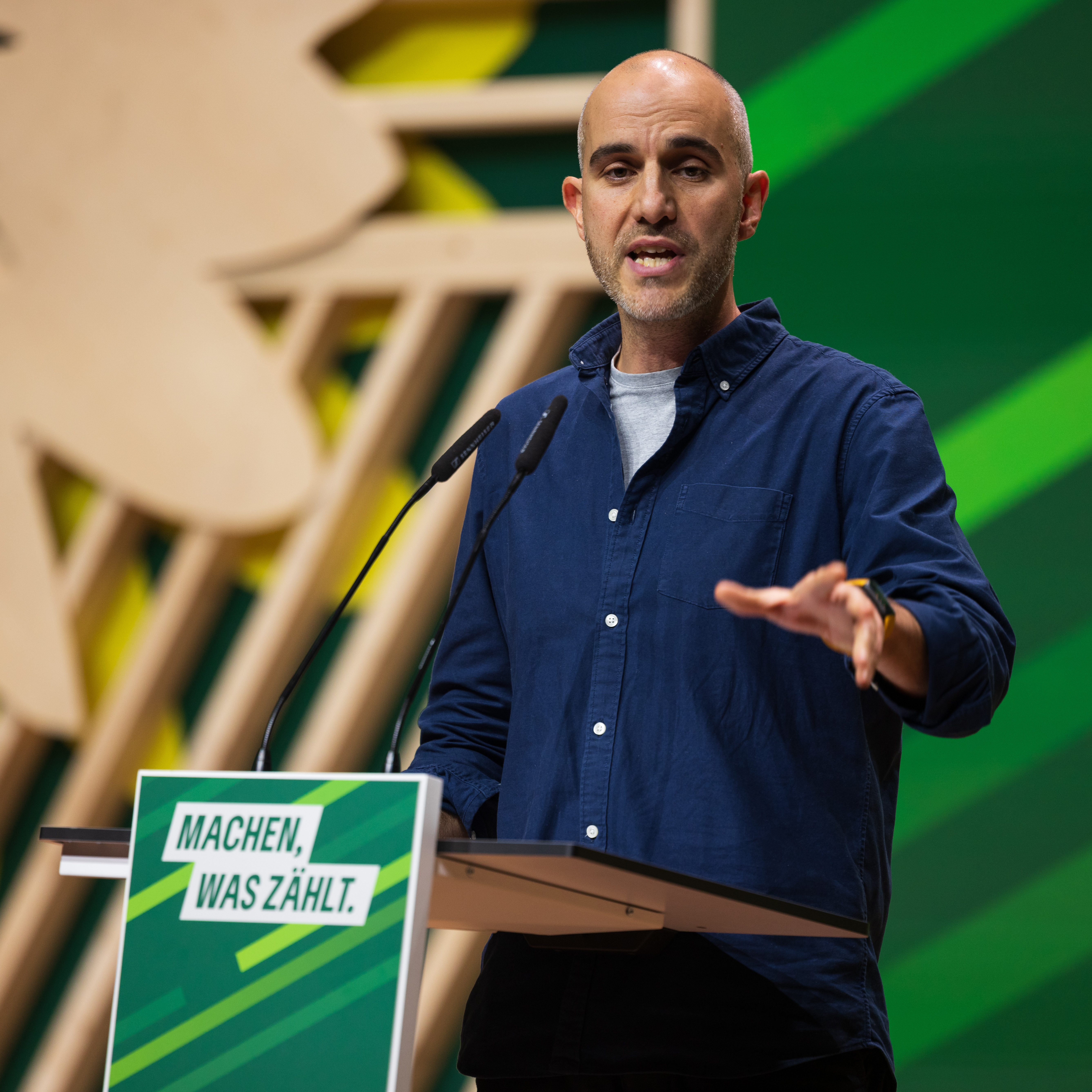
Belit Onay vor seiner Wahl in den Parteirat der Grünen auf der Bundesdelegiertenkonferenz in Karlsruhe, 2023

Onay trat als Schüler in die SPD ein. Als Vorbild nannte er den aus seiner Heimatstadt Goslar stammenden Sigmar Gabriel. Später trat er wieder aus der SPD aus. Während seines Studiums trat er bei den Hochschulwahlen der Universität Hannover erfolgreich für den CDU-nahen Ring Christlich-Demokratischer Studenten (RCDS) an und saß für diesen anschließend ein Jahr im Studierendenparlament der Universität Hannover.
Von 2008 bis 2013 war er Mitarbeiter im Büro der Grünen-Politikerin und damaligen Landtagsabgeordneten Filiz Polat. 2011 bis 2014 war Onay für Bündnis 90/Die Grünen Ratsherr in Hannover und dort stellvertretender Vorsitzender der grünen Stadtratsfraktion. Von 2013 bis November 2019 war Onay Mitglied im Niedersächsischen Landtag. In der Grünen-Landtagsfraktion war er Sprecher für Innenpolitik, Kommunalpolitik, Migration und Flüchtlinge, Sport, Netzpolitik und Datenschutz sowie Ansprechpartner für islamische Verbände. Zudem war er Schriftführer und Mitglied des Landtags-Präsidiums.
Nachdem er 2019 in seiner Funktion als Ansprechpartner für islamische Verbände der Grünen-Fraktion Niedersachsens ein Gespräch mit Jugendlichen einer Mitgliedsgemeinde der Schura Niedersachsen geführt hatte, wurde ein bei dieser Gelegenheit aufgenommenes Gruppenfoto auf der Website des Bundesverbandes der ATIB veröffentlicht. Onay bezeichnete diese Veröffentlichung als „mehr als irreführend“ und kündigte die Löschung des Fotos an.
Am 12. Juni 2019 wurde Belit Onay auf der Mitgliederversammlung des Grünen-Stadtverbands Hannover mit 97,6 Prozent der Stimmen als Kandidat für die Oberbürgermeister-Wahl am 27. Oktober 2019 nominiert. Onay spricht sich für einen attraktiveren öffentlichen Nahverkehr und Fahrradverkehr, günstigen Wohnraum und mehr Familienzentren in Hannover aus. Den Autoverkehr will er bis 2030 aus der Innenstadt verbannen und den Radverkehr nach dem Vorbild Kopenhagens ausbauen. Weitere Schwerpunkte sind Investitionen in Bildung und der Kampf gegen Kinderarmut.
Bei der Wahl zum Oberbürgermeister von Hannover am 27. Oktober 2019 erreichte Onay 60.095 Stimmen (32,2 %) und wurde mit 49 Stimmen Vorsprung knapp stimmenstärkster Kandidat vor dem von der CDU nominierten parteilosen ehemaligen Leiter von Volkswagen Nutzfahrzeuge Eckhard Scholz (ebenfalls 32,2 %) sowie der SPD Marc Hansmann (23,5 %). Damit erreichte Onay die Stichwahl am 10. November 2019. Bei dieser setzte er sich mit einer Mehrheit von 52,9 % gegen Scholz durch, der 47,1 % der Stimmen erhielt. Am 22. November 2019 wurde Onay von Bürgermeister Thomas Hermann in sein Amt eingeführt. Er hat angekündigt, für deutlich mehr bezahlbaren Wohnraum zu sorgen und eine Verkehrswende im staugeplagten Hannover voranzutreiben.
Sein Landtagsmandat legte Onay nach seiner Wahl zum Oberbürgermeister am 19. November 2019 nieder, Susanne Menge rückte daraufhin nach.
Im März 2020 setzte er sich für die Aufnahme unbegleiteter, minderjähriger Kinder aus griechischen Flüchtlingslagern ein. Im Oktober 2020 zog Onay erhebliche Kritik aus allen Parteien, der Presse und Sozialverbänden auf sich, als er im Rahmen einer Videokonferenz mit Bundeskanzlerin Merkel und anderen Stadtoberhäuptern über die Aufnahme weiterer Flüchtlinge aus Griechenland auf ausreichend Platz in Hannover verwies. Fast zeitgleich wurde von der Stadt ein Modellprojekt zur Unterbringung obdachloser Menschen trotz des bevorstehenden Winters und der COVID-19-Pandemie beendet. 2022 war er Mitglied der 17. Bundesversammlung. Am 27. November 2023 kam es im Stadtrat zum Bruch der Koalition mit der SPD, so dass Onay seitdem ohne eigene Mehrheit regieren muss.
Seit Ende 2023 ist er Mitglied des Parteirats von Bündnis 90/Die Grünen.

## Weitere Ämter
Onay wurde Ende 2019 vom Hauptausschuss in das Präsidium des Deutschen Städtetages gewählt.

## Auszeichnungen
- 2022: Deutsches Feuerwehr-Ehrenkreuz, Gold[24]
- 2023: Ehrenbürger Hiroshimas, der Partnerstadt von Hannover[25][26]